# Thecotheus keithii
Thecotheus keithii är en svampart som först beskrevs av William Phillips, och fick sitt nu gällande namn av Aas 1992. Thecotheus keithii ingår i släktet Thecotheus och familjen Ascobolaceae.  Arten är reproducerande i Sverige. Inga underarter finns listade i Catalogue of Life.